# 玉龍

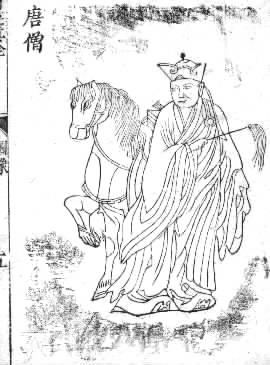
西遊原旨の挿絵より。三蔵法師の背後の馬が玉龍

玉龍（ぎょくりゅう、玉竜、繁体字: 玉龍、簡体字: 玉龙、拼音: Yù lóng）は、四海竜王の一人である西海竜王・敖閏の第三太子。小説『西遊記』の登場人物の1人。龍神の子であるが、劇中では三蔵法師が乗る馬の姿で登場する。

## 概要
かつて天界において父の敖閏が大切にしていた御殿の珠（宝玉）を、火事を起こして焼いてしまい、怒った敖閏が親不孝であると天帝に訴え出た。天帝は訴えを受け、罰として宙づりにして300回の鞭打ちのうえで、死罪すると言い渡した。鎖につながれ処刑を待つ身になって泣いているところに、たまたま観世音菩薩の一行が通りかかり、慈悲を与えることにした。菩薩は天帝の許しを得て、玉龍を解き放ち、取経者の乗用となるようために蛇盤山の鷹愁澗に潜んで待つことを命じた。しかし、肝心の三蔵法師が通りかかるとそうは気付かず、ひもじさゆえに、突然、三蔵が乗っていた白馬を鐙もろとも呑んでしまう。
三蔵は肝を潰してしまい、龍を退治にいこうという孫悟空を離さなかったので、悟空が毒づいていると、六丁六甲、五方掲諦（）、四値功曹、護駕伽藍という仏教の四神が助けに来てくれたので、彼らに三蔵の護衛を任せて、川底に向かう。悟空は龍と2回戦うが逃げられてしまった。悟空は土地神を呼びつけて相手の正体を知るが、散々打ち据えたので観音菩薩が来なければ隠れて出てこないだろうということになって、金頭掲諦（）という神が菩薩を呼んできて、ようやく玉龍は出てくる。菩薩は、揚柳の枝を甘露に浸して仙気を一吹きして、龍を白馬の姿に変えた。
以後は三蔵を乗せて旅をすることになる。
悟空は元々天界で弼馬温をしていたため馬の扱いには慣れていた。弼馬温と同音の避馬瘟（）という猿は馬を病から護るという信仰に由来しており、登場場面では龍のときは悟空に打ち殺されそうになるが、道中で馬として悟空には大事にしてもらっている。元来龍であるためその尿を悟空が薬の材料にしたこともある。

## 名前の遍歴
- 玉龍（原作に登場する実名。ただし実名敬避俗により、観音菩薩が一度呼ぶのみ）
- 白竜（白龙马, bái lóng mǎ バイロンマー: 中国ではこの呼び名が一般的とされている）
- 小竜（別名。文字通り小さい龍という意味。原作では主にこの名で呼ばれる）
- 八部天龍（釈迦如来の任命）
- 白龍馬（中国または台湾の民間でよく使われる通称）

## 泉州開元寺西塔浮彫
泉州開元寺の仁壽塔（西塔、嘉熙元年（1237年）完成）浮彫には梁武帝、「唐三藏」、 金箍棒を持った東海火龍太子（馬とつながっている）、猴行者の4種あり、西遊記の玉龍となる前の姿がかいまみえる。 

## 作中の役回り
玉龍は物語の中であまり活躍することはなく、端役であり、エピソードもそれほど巷に流布していない。原作群においても馬として以外の描写は少ないので（龍としての）彼の様子を把握するのは難しい。派生作品には人間として登場させるものがあるが、役回りはさまざまである。

### 玉龍の戦い
原作群において玉龍は専ら経典を運ぶ三蔵の馬としてしか登場せず、孫悟空、沙悟浄、猪八戒のように妖仙と戦う場面は、2回しか無い。1回目は登場の場面、2回目が碗子山波月洞に住む天界の星辰・奎木狼であった黄袍怪との戦いにおいてである。弟子三人が危機に陥った時に、玉龍も敵と戦った。この時三蔵は囚われの身、悟空は破門、八戒とは連絡も取れず、悟浄は縛られて、一行は窮地に追い込まれていた。そこで玉龍は己が黄袍怪と戦うことを決意し、厩の手綱を切って竜の姿に戻ると、妖艶な美女に変身して言葉巧みに黄袍怪に取り入り、隙を突いて妖怪が持っていた剣で刺し殺そうとする。しかし結局負けてしまい、足に怪我まで負ってしまった。しかし玉龍が活躍する数少ない名場面である為、西遊記の見所の一つでもある。

### 戦闘以外での活躍
龍である設定を生かした戦闘以外での利用法として「尿が薬になる」という話が第69回の朱紫国の国王の薬を作る話にあり、孫悟空制作の大黄と巴豆と鍋底の煤（奇をてらったわけではなく『神農本草経』に「百草霜」として掲載されていると悟空は説明）に玉龍の尿を混ぜた薬を服用した王様はたちどころに便秘が治り回復した。

### 日本のテレビドラマ
1979年の『西遊記II』ではふとした衝撃を受けると驚いて人間に変化するという設定が立てられ、藤村俊二が演じた（『西遊記』では別人の声優が出演）。『西遊記 (1994年のテレビドラマ)』では柳沢慎吾が人間に変化した姿を演じた。白馬なので変化すると白装束になる。2006年版には登場しなかった。なお、変身シーンには1979年版はスキャニメイト、1994年版はモーフィングが用いられた。